# Eric Balfour
Eric Salter Balfour (Los Angeles (Californië), 24 april 1977) is een Amerikaanse acteur.

## Persoonsgegevens
Balfour is van Russische, Franse, en Joodse afkomst. Hij is ook de zanger van de band Born As Ghosts, voorheen Fredalba genaamd.

### Filmografie
- 2010–2015: Haven – Duke Crocker (televisieserie)
- 2010: Skyline – Jarrod
- 2009: Spread – Sean
- 2009: Horsemen – Taylor Kurth
- 2008: Hell Ride – Comanche/Bix
- 2007; 2002: 24 – Milo Pressman (televisieserie)
- 2006: The Elder Son – Skip
- 2006: Conviction – Brian Peluso (televisieserie)
- 2005: Sex, Love & Secrets – Charlie
- 2005: In Her Shoes – Grant
- 2005: Lie with Me – David
- 2005: Rx – Andrew
- 2004: Hawaii – Christopher Gains
- 2004: The O.C. – Eddie (televisieserie)
- 2004: Fearless – Ryan
- 2003: The Texas Chainsaw Massacre – Kemper
- 2003: Secondhand Lions – kleinzoon van de sjeik
- 2003: Veritas: The Quest – Calvin Banks
- 2003: Face of Terror – Saleem Haddad
- 2002–2003: Six Feet Under – Gabriel Dimas (televisieserie)
- 2001: NYPD Blue – Charles "Spyder" Prince; Eli Beardsley (televisieserie)
- 2001: The Chronicle – Mark Griffin
- 2001: America's Sweethearts – beveiliger
- 2001: FreakyLinks – Chapin Demetrius
- 2001: Rain – Private Morris
- 2000: What Women Want – Cameron
- 2000: Chicago Hope – Jason Kerns (televisieserie)
- 1999: The West Wing – student 3 (televisieserie)
- 1999: Scrapbook – Andy Martin
- 1999: Nash Bridges – Cliff Morehouse
- 1998: Can't Hardly Wait – Steve
- 1998: Dawson's Creek – Warren Goering (televisieserie)
- 1997: Trojan War – Kyle
- 1997: Buffy the Vampire Slayer – Jesse McNally (televisieserie)
- 1997: Ink – Danny (televisieserie)
- 1996: Townies – Adam
- 1996: No One Would Tell – Vince Fortner
- 1996: Shattered Image – Greg
- 1995: Clueless – pizzakoerier
- 1995: Kirk – Zack (televisieserie)
- 1995: Boy Meets World – Tommy (televisieserie)
- 1994: Animaniacs – Jared (stemrol) (televisieserie)
- 1993–1994: Dr. Quinn, Medicine Woman – Benjamin Avery
- 1993: Step by Step – Michael Fielder (televisieserie)
- 1993: Danger Theatre – tiener 2 (televisieserie)
- 1993: Bloodlines: Murder in the Family – Matt (televisiefilm)
- 1992: Arresting Behavior – Billy Ruskin (televisieserie)
- 1991: Kids Incorporated – Eric (televisieserie)